# Podsafe
Podsafe è un termine creato nella comunità podcasting per riferire qualsiasi lavoro che, attraverso le sue licenze, specificatamente permette l'uso in podcasting, indipendentemente da restrizioni che lo stesso lavoro potrebbe avere in altre situazioni. Ad esempio, una canzone può essere legale da utilizzare in podcast, ma può avere bisogno di essere acquistata o avere diritti di autore pagati per uso radiofonico o in televisione.